# Admiraliteit van Friesland

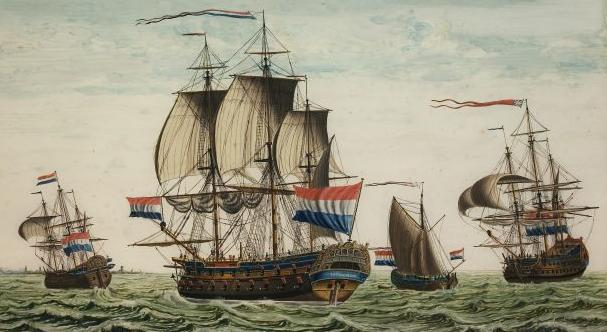
Het linieschip Friso werd tussen 1728-1730 te Harlingen gebouwd, naar Engels model. Schilderij gemaakt tussen 1800-1850

De Friese Admiraliteit was een van de admiraliteiten ten tijde van de Republiek der Zeven Verenigde Nederlanden. Admiraliteiten waren verantwoordelijk voor het uitrusten en bemannen van schepen. De Friese Admiraliteit werd opgericht op 6 maart 1596 en ontbonden in 1795, toen de Franse tijd in Nederland aanbrak.

## Vernietiging van het Admiraliteitsarchief
Veel bronnen van de Friese Admiraliteit zijn er tegenwoordig niet meer over. Bij de grote brand van 12 op 13 februari 1771 in Harlingen ging niet alleen vrijwel al het archiefmateriaal van de Admiraliteit in vlammen op, maar daarnaast ook vele kaarten en documenten met betrekking tot de geschiedenis van Friesland. Het weinige resterende archiefmateriaal werd overgebracht naar het Departement van Marine te Den Haag. Toen daar op 8 januari 1844 brand uitbrak, verging al het resterende archiefmateriaal. Ook over de grote mannen van de Admiraliteit is weinig bekend. Ook hier is gebrekkig archiefmateriaal de oorzaak. Treffend is het verhaal van Beucker Andreae. Deze maakte een studie naar het leven van Auke Stellingwerf. Over zijn zoektocht naar de doopboeken van diens geboorteplaats schreef hij het volgende:
Er was echter bij de kerkvoogden eene kist met oude boeken en schrifturen bewaard gebleven, waaronder, naar de meening van een oudinwoner der stad, doopboeken zouden schuilen. Maar die kist had men vóór eenige jaren ter bewaring aan H. H. Diakenen overgegeven en daar zij ongelukkig niet slotvast was, had de moeder in het oude-mannen-huis de boeken, daarin voorhanden, tot allerlei huishoudelijk gebruik tot patronen verknipt! En zoo is het gekomen, dat, ofschoon de kist aldaar nog bestaat, de papieren er niet meer te vinden zijn. 

## De oprichting

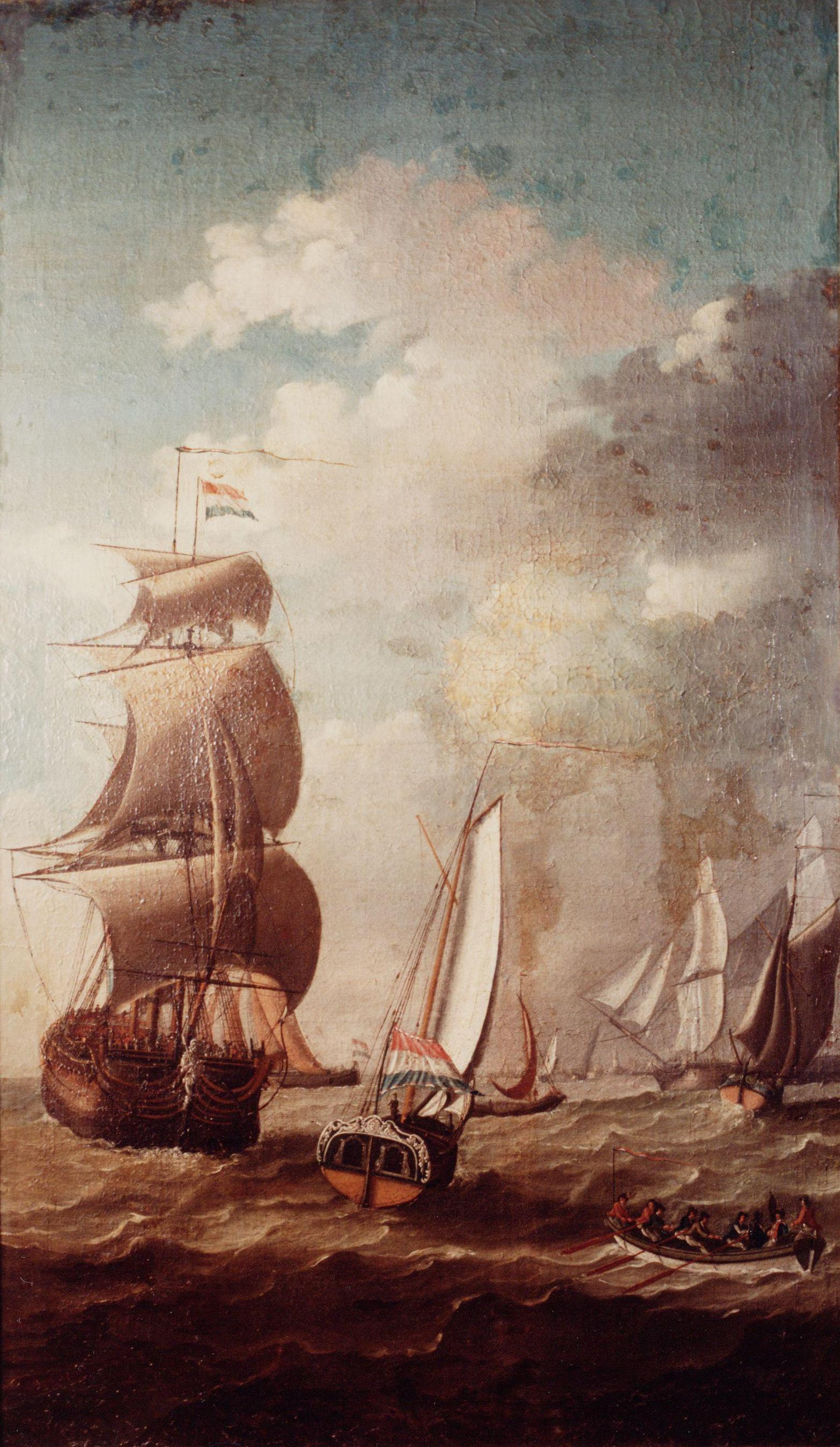
Op de voorgrond drie schepen van de Friese Admiraliteit

Door de Nederlandse Opstand (1568-1648) ontstond vlak na het ontstaan van de Republiek der Zeven Verenigde Nederlanden de behoefte aan een verbeterde organisatie ten behoeve van de verdediging ter zee. Al snel ontstonden er strubbelingen tussen de zeeprovincies met een verschillende kijk op de inrichting van een dergelijke organisatie. Oorspronkelijk waren er dan ook drie Admiraliteiten: die van Zeeland, die van Zuid-Holland en die van Noord-Holland, waar Friesland ook onder viel. Er brak een geschil uit met de Amsterdamse Admiraliteit over inkomsten uit konvooien, in- en uitvoerrechten, het overige financiële beleid en de grote afstand tot Amsterdam. Daarom werd gezocht naar een andere oplossing.
Die werd gevonden toen op 6 maart 1596 besloten werd tot de "Oprichting van een Kamer ofte Raad van Admiraliteit voor deze Landschappe". Op 5 mei 1597 werden voor het oprichten en instellen van de Friesche Admiraliteit Hoitze Aisma, Feijcke Tetmans, Sicke van Dijckstra en Frans Jansz aangewezen.

## Organisatiestructuur
Op 14 juni 1597 richtten de Staten-Generaal vijf zelfstandige admiraliteiten op: de Zeeuwse, de Friese, de West-Friese, de Amsterdamse en de Rotterdamse. De Friese Admiraliteit kende een eigen hiërarchie. Zij werd geleid door een college waarin drie raadsleden ("raden") uit Friesland zitting namen, een uit Groningen stad en een uit de Ommelanden, en een uit Holland, Utrecht, Gelderland en Overijssel, tezamen negen man. Dit college was verantwoordelijk voor het aanstellen van ambtenaren als deurwaarders, bodes en klerken. Daarnaast werd door de Staten-Generaal voor elke Admiraliteit een ontvanger-generaal, een secretaris en een advocaat-fiscaal benoemd. Behalve Friesland betaalde ook de provincie Groningen mee in de kosten; vaak werden daarom Groningers benoemd in bevelvoerende posities, zoals admiraal Rudolf Coenders, en meestal had een aantal schepen een naar Groningen verwijzende naam. De Friese Admiraliteit werd opgericht op 15 augustus 1597. De vijf admiraliteiten hielden tweemaal per jaar een gezamenlijke vergadering in Den Haag en hun vertegenwoordigers vormden dan een Generaliteitscollege; in de praktijk oefende dit orgaan weinig gezag uit.

## Dokkumer tijd

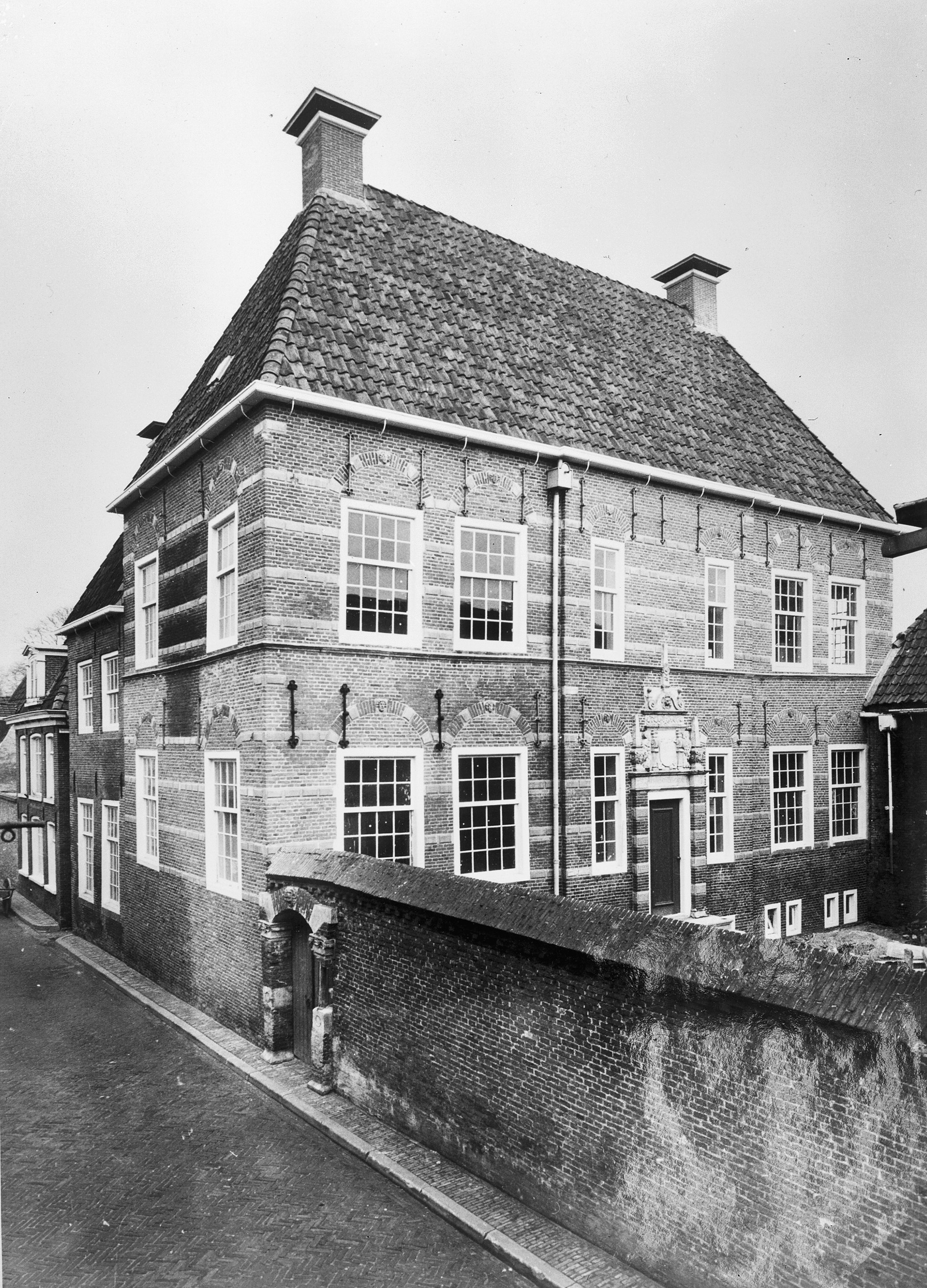
Het Admiraliteitsgebouw met boven de deur het gecombineerde wapen van de provincies Friesland en Groningen

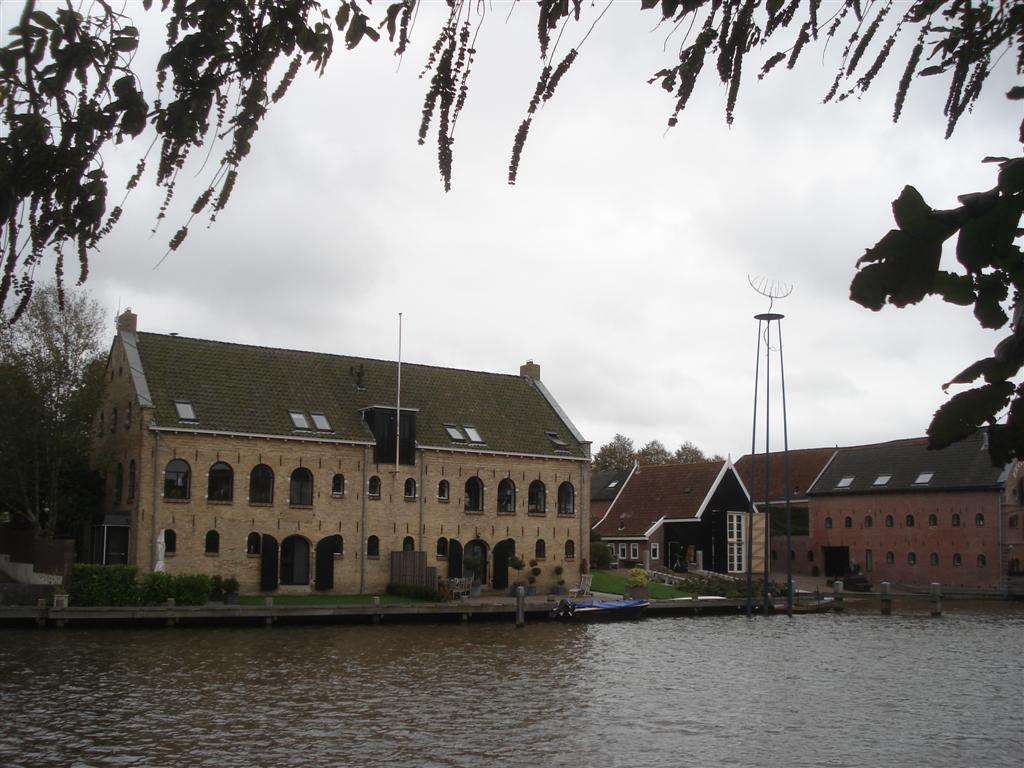
Locatie van de oude admiraliteitswerf te Dokkum

De Admiraliteit werd gehuisvest in het oude raadhuis, op de hoek van de Hoogstraat en de Lange Oosterstraat in de stad Dokkum. Dit gebouw was in 1589 aangekocht door kapitein Tjaerd Tjebbes voor het bedrag van 900 goudgulden.
De Admiraliteit nam haar intrek in het Blauhuis, een indrukwekkend gebouw met een markante ranke toren. Het stadsbestuur betaalde aanvankelijk de huur, maar vanaf 1610 werd deze overgenomen door de Admiraliteit.
In 1618 verhuisde de instelling naar een ander pand, waar tegenwoordig het stedelijk museum van Dokkum, toepasselijk "Het Admiraliteitshuis" geheten, is gevestigd. Nog in 1950 voerde dit huis het wapen van de Friese Admiraliteit.
Over de periode tussen de oprichting en de Slag bij Duins (1639) is niet veel bekend door de vernietiging van het archief van de Admiraliteit. Wel blijkt uit een vlootlijst dat bij de Slag bij Gibraltar kapitein Teunis Woltersz met het schip De Friesche Pinas aanwezig was. Het is onbekend hoeveel manschappen en stukken geschut bij dit schip hoorden.
Dat aanmonsteren bij de Admiraliteit te Dokkum een goede manier was om geld te verdienen, blijkt uit de volgende passage uit de notulen van een vergadering van de Staten Generaal, waarin deze kapitein om betaling vraagt wegens betoonde moed:
Kapt.Thoenis Woltersz. vraagt bij rekest betaling van f. 50,= die hem 17 December 1609 zijn toegewezen voor betoonde moed in de slag bij Gibraltar, voorts voorschrijven aan de Adm.v.Dokkum om hem weer in dienst te nemen en in tussen toekenning van een traktement. De Staten besluiten de Adm te schrijven dat zij Woltersz de f. 50,= moet uitbetalen en hem bij de eerste vacature weer in dienst te nemen. Voorlopig zal hij een extra-ordinaris traktament van f. 12,= ontvangen, als blijkt dat hij werkelijk dienst doet.

## De Admiraliteit in de Slag bij Duins

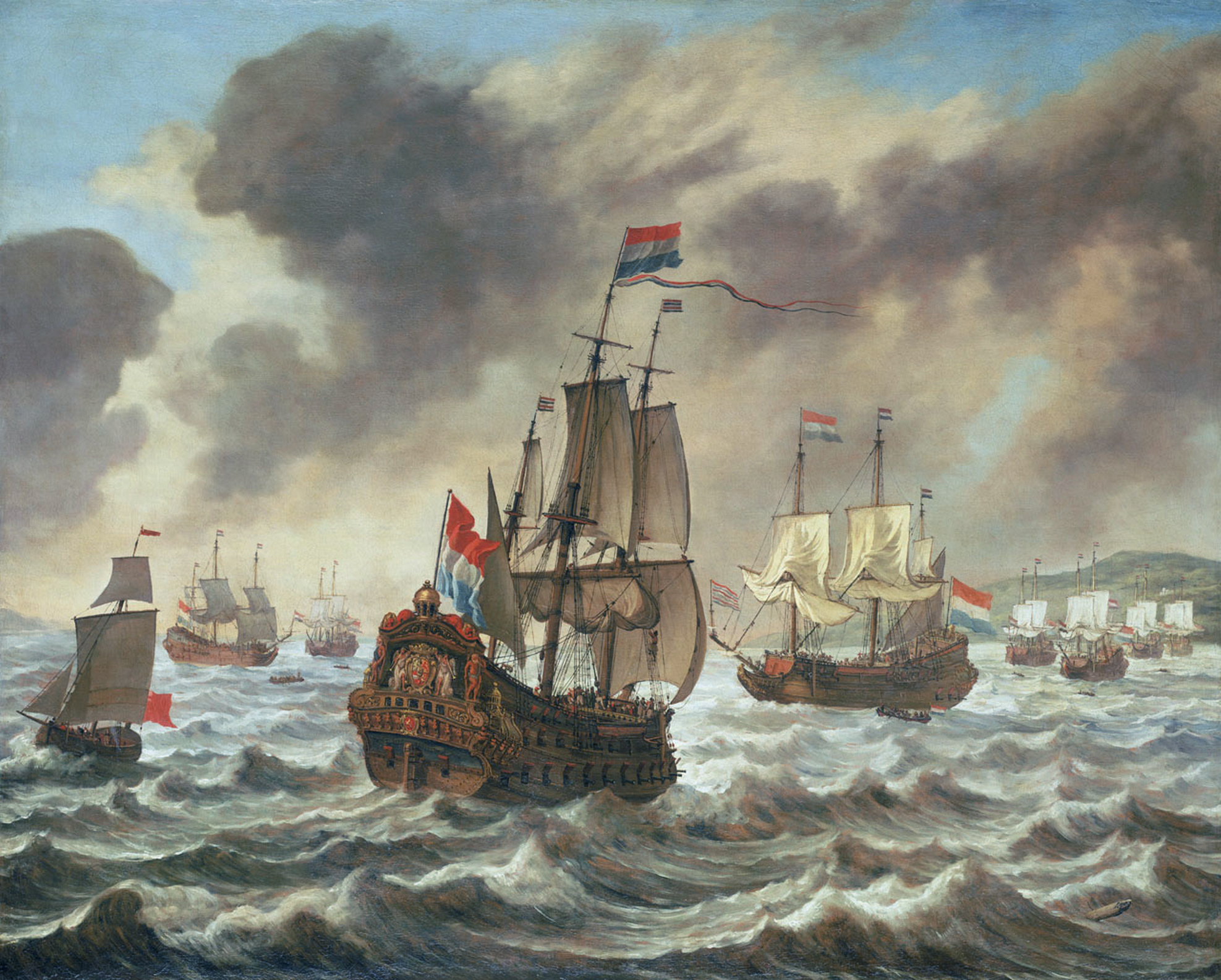
Slag bij Duins, schilderij van Reinier Nooms

In 1626 werd de Friese Admiraliteit vrijgesteld van levering van zes oorlogsschepen. Dit duidt erop dat het bestuurlijk en financieel niet allemaal soepel verliep in Dokkum. Wel komt de Admiraliteit in actie als onder leiding van Maarten Harpertszoon Tromp de Eems en de Jade geblokkeerd worden. Hierbij veroveren de Friezen zelfs de vrijbuiter Du Mortier. In 1639 rustte de Admiraliteit drie schepen en vier jachten voor de republiek uit. Een paar weken voor de Slag bij Duins werd een roeifregat, uitgerust door de Friese Admiraliteit, onder leiding van kapitein Joris Pieters van den Broeck op verkenning uitgestuurd. Nadat deze verslag had uitgebracht bij Admiraal Tromp werd besloten om met de Nederlandse vloot van 29 schepen ten strijde te trekken tegen 67 Spaanse schepen. Een van de grootste schepen onder leiding van Tromp was een fregat met zeventig man en 22 kanonnen onder leiding van de Friese kapitein Tjaard de Groot. Tijdens het gevecht werd Van den Broeck naar Calais gestuurd om een nieuwe voorraad buskruit te halen voor het vlaggenschip van Tromp. In de slag zelf wist Van den Broeck een Spaans galjoen met 140 man en achttien stukken geschut te veroveren.
Ook in de jaren na de Zeeslag bij Duinkerke van 1639 liet Van den Broeck nog verschillende keren van zich horen. In mei 1641 veroverde hij een Duinkerker schip met tachtig man en twaalf stukken geschut en in 1642 veroverde hij met een schip dat slechts 67 man en tien stukken geschut telde een fregat met 140 man en twintig kanonnen.

## Verhuizing
In de haven waren de voorzieningen aanwezig die de Friese Admiraliteit nodig dacht te hebben voor de twee oorlogsschepen die de Wadden onder controle moesten houden. De voorzieningen voor het uitrusten van meer schepen waren niet aanwezig, maar werden ook niet nodig geacht. Toen er later toch de behoefte ontstond aan grote oorlogsschepen, werd uitgeweken naar andere havens. Van 1620 tot 1636 werden dan ook de grote oorlogsschepen van de Admiraliteit uitgerust te Amsterdam. In 1636 werden de schepen nog een korte tijd in Rotterdam gestationeerd. Al in 1631 gingen er in het Friese college stemmen op om naar Harlingen te verhuizen. De Bequamer situatie van den Stadt Harlingen ende andere commoditeyten, dienende tot den Equipagie ter zee ende affweringe van des vijandts dagelijckse attentaten waren hiervoor de reden. Pas tien jaar later werd er een commissie ingesteld die de mogelijkheden voor de verhuizing moest onderzoeken.
Een jaar later, op 18 augustus 1643 werd een reglement opgesteld waarin de bepalingen voor de verhuizing werden opgenomen. Op 1 maart 1644 viel de definitieve beslissing om te verhuizen. In de loop van 1645 vond de verhuizing plaats.
De magistraat van Harlingen beloofde ervoor te zullen zorgen dat de Admiraliteit goede huisvesting zou krijgen in 'zijn' stad. De kosten werden door de stad gedragen. De Admiraliteit had echter meer gebouwen nodig dan verwacht. Niet alleen was er behoefte aan vergaderruimtes, maar ook waren er pakhuizen, onderkomens voor gevangenen en een woning voor de dienstbode nodig. De Admiraliteit kreeg een gebouw aan de zuidzijde van de Zuiderhaven. Er was een vermaning nodig voordat hier ook een pand aan de Noorderhaven bij kwam. Een laatste vermaning in 1653 was nodig voor ook enkele pakhuizen in de buurt van de Westerkerk tot het domein van de Admiraliteit gerekend konden worden.

## Eerste Engelse oorlog

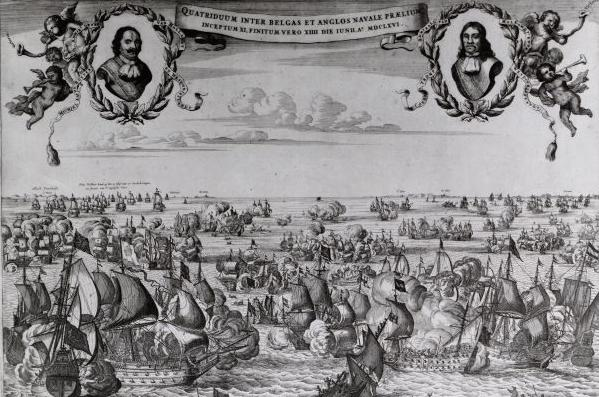
De Vierdaagse Zeeslag

Bij de aanvang van de Eerste Engels-Nederlandse Oorlog in juli 1652 was de vloot van de Republiek ernstig verwaarloosd. In 1651 was besloten de vloot van veertig schepen uit te breiden met 36. Een jaar later werd besloten daar nog eens 150 schepen bij uit te rusten. Aan de eerste order uit 1651 wist de Friese Admiraliteit niet te voldoen. Maar voor de tweede opdracht uit 1652 leverde de Admiraliteit stipt op tijd de zeventien schepen af die ze moest leveren. Elk schip was tussen de 120 en 125 voet lang en tussen de 27 en 28 voet breed. De schepen werden bemand door 85 matrozen en 25 soldaten. Daarnaast bedroeg de bewapening tussen de 28 en 30 kanonnen.
Tijdens de Slag bij Plymouth voeren voor de Admiraliteit de schepen de 'Westergo', de 'Albertina', de 'Schaapherder', de 'Sara', de 'Hector van Troye' en de 'Gelderlandt' onder Michiel de Ruyter. Daarnaast voer de Friese kapitein Douwe Aukes op het schip 'De Vogelstruys' dat van de Verenigde Oost-Indische Compagnie was. Bij het uitbreken van de oorlog was het schip snel omgebouwd tot oorlogsschip waardoor het bij de vlag een bemanning van 200 koppen en 40 kanonnen had. Aukes dwaalde met zijn schip af van de rest van de vloot en het schip werd omsingeld door vier Engelse schepen. Toen de bemanning op het punt stond zich over te geven, dreigde Aukes het schip eigenhandig te laten ontploffen. De bemanning werd zo bang dat in het volgende gevecht twee Engelse schepen tot zinken werden gebracht terwijl de anderen op de vlucht gingen.
Het aantal schepen mocht dan wel op niveau zijn, de andere Admiraliteitscolleges waren niet altijd even goed te spreken over het gedrag van de bemanning van de schepen van de Friese Admiraliteit. Zo ging tijdens de oorlog een van de Friese schepen zonder verlof naar huis. Na de Driedaagse Zeeslag werden de kapiteins Sekema Becks en Allert Jansz gestraft omdat zij zich niet goed hadden verweerd in de slag.
Het bleef gedurende de oorlog vooral wegens chronisch geldgebrek lastig voor de Admiraliteit om voldoende schepen uit te rusten. Een treffend voorval deed zich voor in december 1652. De Friese kapiteins Schelte Tjerks Wiglema en Adriaan Brunsveldt bleken geen geld te hebben voor brood om de bemanning te voeden toen Tromp van hen verlangde met hem uit te varen. IJlings reisde Wiglema naar Den Haag om geld te krijgen, maar dit werd hem geweigerd. Uiteindelijk leende de Dokkummer uyt liefde ende ter eeren van 't Landt 200 gulden om brood in te kopen. Veel had Wiglema er zelf niet aan, hij sneuvelde niet veel later.
Begrijpelijkerwijs verkeerden veel van de schepen, meest omgebouwde koopvaardijschepen, door het geldgebrek in slechte staat. Toen de 'Westergo' in 1653 zonk, was het in zeker acht maanden niet schoongemaakt.

## Oorlog op de Oostzee
Toen Zweden tijdens de Noordse Oorlog dreigde Denemarken te veroveren begon de Republiek te vrezen voor haar handel op de Oostzee. Zweden, dat hiermee heerschappij over de Oostzee zou verkrijgen, zou de Nederlandse handel veel schade kunnen berokkenen. De Nederlandse vloot schoot dan ook de Denen te hulp. Onder leiding van Jacob van Wassenaer Obdam werden de Zweden verslagen in de Slag in de Sont. Ook Friese schepen namen deel aan deze zeeslag, onder andere de 'Albertina' met de kapitein Auke Stellingwerf en de 'Judith' met als kapitein Tjerk Hiddes de Vries. Stellingwerff, die namens de Admiraliteit voer, overwinterde van 1658 op 1659 in Denemarken. In oktober 1658 had hij onder commandeur Jan Gideons Verbrug een Nederlands eskader naar de Hoek van Skagen begeleid. Tjerk Hiddes de Vries heeft die winter in Kopenhagen doorgebracht, waar hij aan de verdediging van de stad tegen de Zweedse aanvallers deelnam.

## Tweede Engelse Oorlog

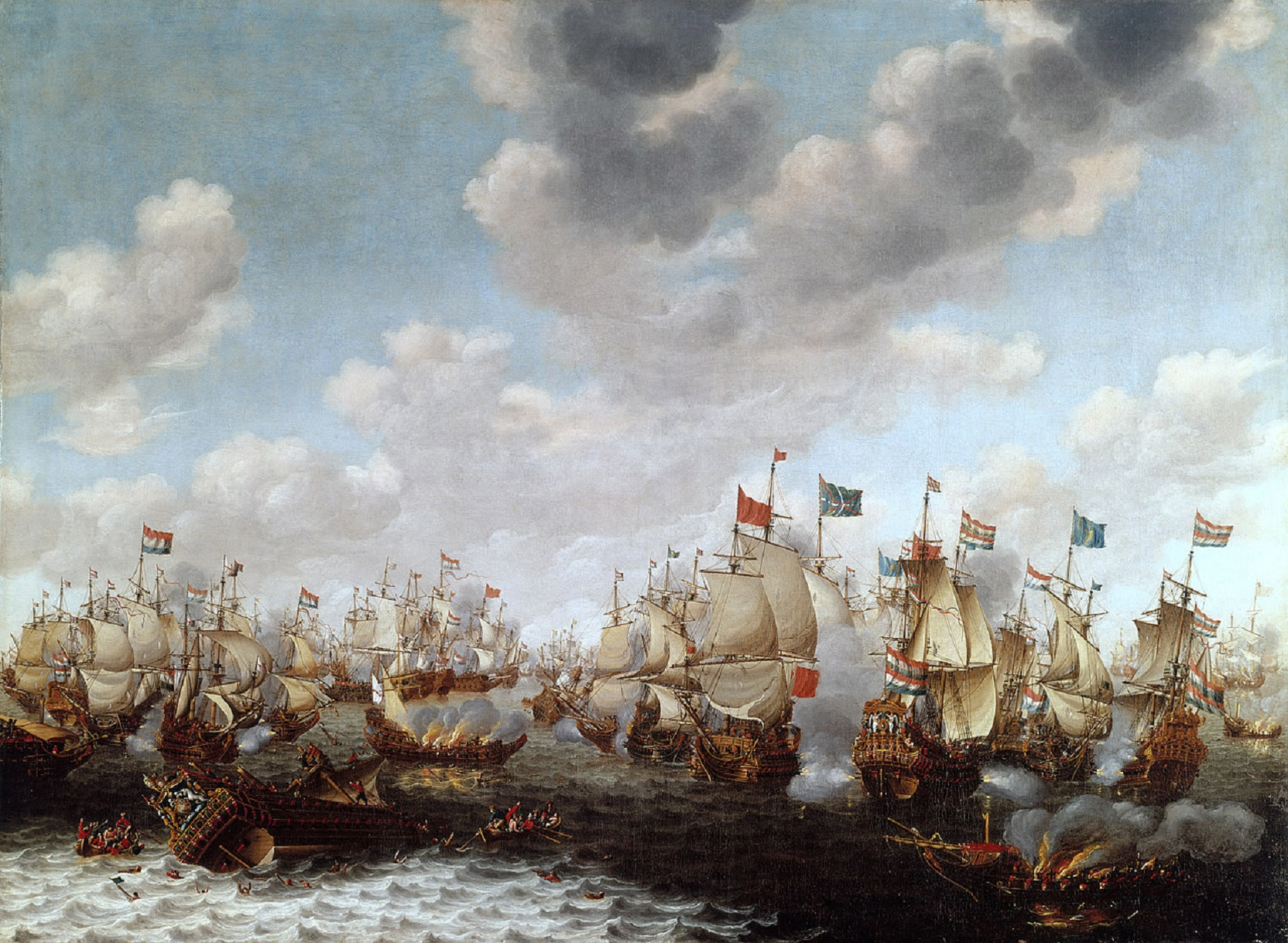
De Vierdaagse Zeeslag, door Pieter Cornelisz van Soest, geschilderd rond 1666

Toen in 1661 door de Staten-Generaal opdracht werd gegeven tot uitrusting van achttien schepen, kreeg de Friese Admiraliteit opdracht drie daarvan te leveren. De schepen werden nooit geleverd. Toen in 1664 vijf schepen uitgerust moesten worden leverde de Admiraliteit wederom niets. De Staten-Generaal raakten geïrriteerd en verklaarden ten hooghsten misnoeght te zijn. Nog datzelfde jaar werden alsnog twee oorlogsschepen gebouwd, de 'Sevenwolden' en de 'Princes Albertina'. Terwijl de oorlogsdreiging met Engeland zienderogen toenam, rustte de Admiraliteit meer en meer schepen uit. De 'Oostergo' met 225 man en 56 kanonnen en 'De Steden' met 175 man en 46 kanonnen boden voorlopig voldoende bescherming. Desondanks vaardigden de Staten-Generaal in december 1664 wederom opdrachten uit voor de bouw van 72 nieuwe schepen. Het Friese aandeel hierin werd een vloot van negen schepen met een totale bemanning van 1930 matrozen en 416 kanonnen. In januari 1665 kwam hierbovenop nog eens een order voor twee jachten, drie oorlogsschepen, twee galjoten, twee branders en een ammunitieschip binnen bij de Friese Admiraliteit. Nu door de oorlogsdreiging geld geen belemmering meer was, werd er ogenblikkelijk begonnen met de bouw van de schepen.
Nadat de Tweede Engelse Oorlog definitief was uitgebroken zeilde de Friese vloot uit. In de loop van februari 1665 verzamelde het Friese eskader zich bij Texel. De bemanning werd veelal geworven onder zeemannen van de koopvaardij die in de oorlog niet op handelsschepen mochten aanmonsteren. Op het schip de 'Westergo' deed een Poolse matroos een interessante uitvinding. Hij ontdekte een manier waardoor een vijandelijk zeil met pijlen in brand geschoten kon worden. Op 1 mei werden alle kapiteins bij Stellingwerff geroepen en werden de orders uitgedeeld. De volgende dag kon men echter door een straffe wind niet uitvaren. In de laatste dagen werden enkele huwelijken gesloten voor de vloot op 24 mei uitvoer. De schepen 'Zevenwolden', 'Groeningen', 'Prinses Albertine', 'd'Elf Steden', 'Westergo', 'Omlandia', 'Frisia', 'De Postillon van Smirna', 'Hollandia' en 'Oostergo' met een gezamenlijke bemanning van 2279 matrozen en 700 kanonnen vertrokken. Zonder dat het eerst tot een groot treffen kwam doorkruiste de vloot de Noordzee waarbij verschillende Engelse schepen tot zinken werden gebracht. In juni 1665 sneuvelde Stellingwerf in de Slag bij Lowestoft. Onder leiding van Michiel de Ruyter werd door onder andere Friese schepen in 1666 slag geleverd bij Duinkerke in de Vierdaagse Zeeslag. In totaal verloren de Engelsen tien schepen en 2800 man, tegenover de vier schepen en de tweeduizend man die de Nederlanders verloren. In de Tweedaagse Zeeslag sneuvelden Tjerk Hiddes en Coenders en werd de Friese vloot zwaar beschadigd. Het bevel over het Friese flottielje kwam nu feitelijk bij Enno Doedes Star te liggen.
Ook in het laatste jaar van de Tweede Engelse Oorlog, 1667, bleef de Admiraliteit actief schepen uitrusten. In de Tocht naar Chatham leverde de Admiraliteit een bescheiden bijdrage. De vloot kwam aanvankelijk te laat aan, maar wist met schepen als de Groningen (tussen de 276 en 300 bemanningsleden en zeventig stukken geschut) onder leiding van Star toch een bijdrage te leveren.

## Harlinger tijd
Op het hoogtepunt van de Admiraliteit telde Harlingen vier hellingen. Tientallen oorlogsschepen kozen daarlangs het ruime sop. De Admiraliteit heeft zeehelden als Tjerk Hiddes de Vries en Auke Stellingwerf voortgebracht. Beide mannen raakten tijdens een zeeslag op hun schip dodelijk gewond. Tjerk Hiddes de Vries, die tijdens de Tweede Engels-Nederlandse Oorlog het bevel voerde over de vloot van de Friese Admiraliteit, had de beschikking over niet minder dan veertig schepen. De Friese vloot bereikte toen haar grootste sterkte.

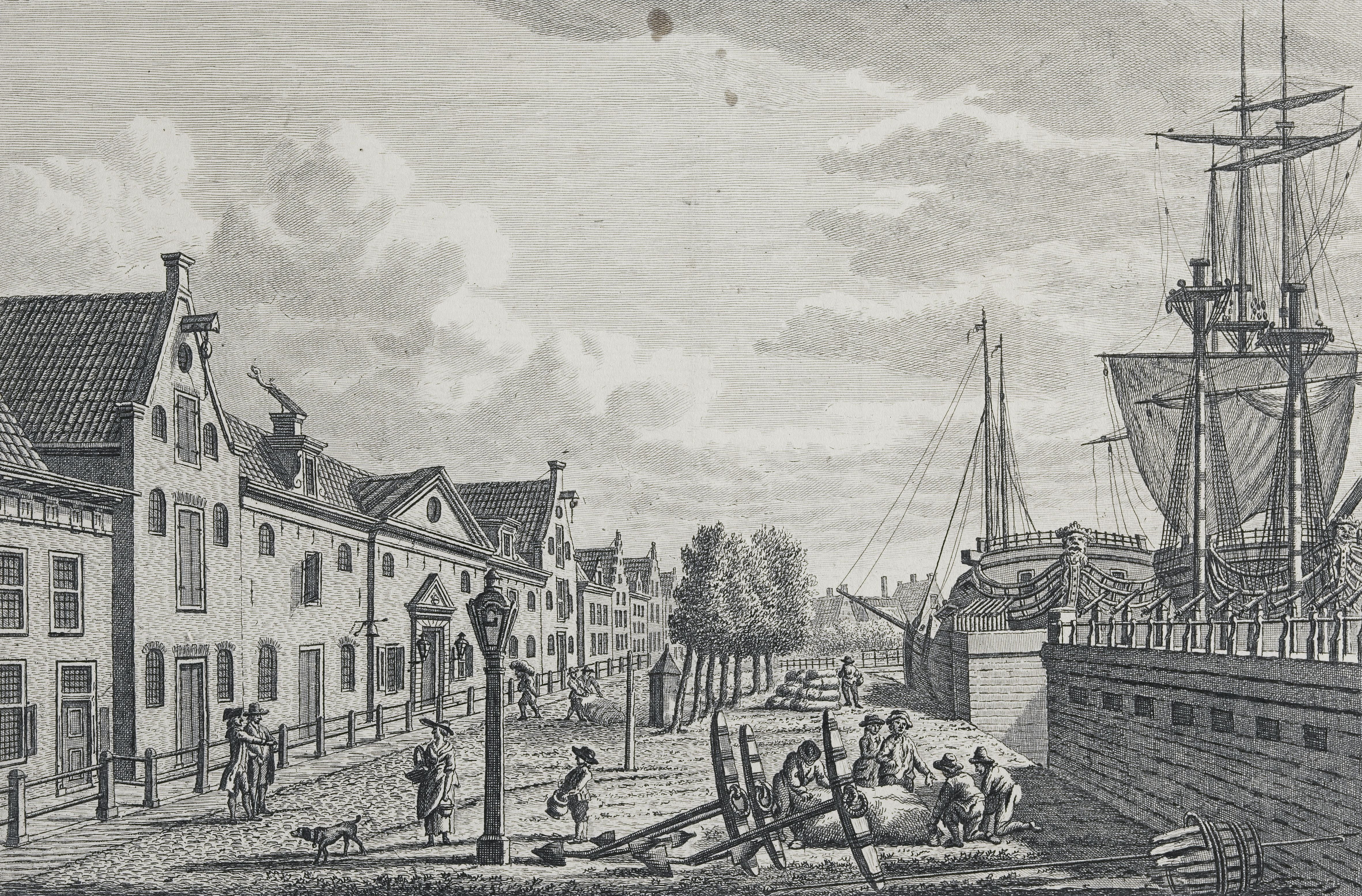
Het Admiraliteitsgebouw te Harlingen

De Friese Admiraliteit wist enige winst te behalen uit de verkoop van veroverde goederen en schepen. Zo werd tijdens de Vierdaagse Zeeslag op 13 juni 1665 het eerder door de Engelsen veroverde VOC-schip de Nagelboom heroverd. In een advertentie in de Haerlemse Courant wordt een jaar later hetzelfde schip te koop aangeboden:
De Gecommitteerde Raden ter Admiraliteyt in Frieslant, presenteeren in 't openbaer aen de meestbiedende te verkoopen een heerlijck en voornaem Schip van Oorlogue de Nagelboom genaemt, in de jonghste Bataille tegen de Engelschen, door de Vice-Admirael Coenders verovert, met zijn staende ende loopende Wandt, Zeylen ende Treylen, Anckers ende Touwen, mitsgaders een grote quantiteyt Canon, ende alle vordere toebehoorten, breeder gespecificeert in 't Inventaris onder onsen Vendu-meester berustende, dewelcke by een yeder die 't belieft aldaer sal konnen werden gesien ende gevonden. Soo wie gadinge daer aen heeft mach komen, op den 31 Iuly naestkomende Olde Stijl, in 't Collegie van haer Ed: Mog: binnen Harlingen, ten 10 Uren voor Noen, ende koopen op Conditien ende Articulen de Omstanders ten voorschreven Daghe te vooren te lesen.
In de nacht van 13 februari 1771 wist een grote groep te hulp geschoten burgers niet te voorkomen dat het gebouw van de Friese Admiraliteit te Harlingen afbrandde. Niet alleen het vergaderhuis en twee bijbehorende magazijnen brandden af, maar ook het gehele archief. Na dit fiasco verhuisde de Admiraliteit naar het Havenplein.
Uit de Harlinger tijd stamt de volgende anekdote: In 1781, tijdens de Vierde Engelse Oorlog, liet de Friese Admiraliteit te Harlingen de twee grootste linieschepen uit haar bestaan bouwen, de Vriesland en de Stadt en Lande, ieder bewapend met 74 stukken. Maar ze zijn gesloopt zonder in actie te komen, omdat tijdens de bouw bleek dat de schepen zó groot werden dat ze de havenbruggen niet zouden kunnen passeren en veel te diep staken voor de Buitenhaven. Na jaren niet van hun plaats te zijn geweest, werden de schepen in 1792 verkocht aan houtkopers, die ze ter plaatse sloopten.

## De teloorgang
Eind achttiende eeuw ging het met de Friese Admiraliteit hard achteruit. De Friezen hadden te maken met grote financiële problemen. In 1795, tijdens de Bataafse Republiek, werden alle admiraliteiten van Nederland samengevoegd tot een centraal comité. Een wens van de Patriotten werd hiermee vervuld. De scheepswerf waar eertijds nog oorlogsschepen gebouwd en te water gelaten werden ging over in particuliere handen. Het laatste schip werd door de Admiraliteit in 1789 te water gelaten: de Syreene, met twintig kanonnen. In 1795 stelde overigens niet alleen de Friese Admiraliteit nog maar weinig voor. Ook de andere, nu samengevoegde, admiraliteiten hadden hun beste tijd gehad. De dominerende rol van de Nederlandse marine was voorgoed uitgespeeld.

## Zeeslagen waarin de Friese Admiraliteit vocht
Tussen 1596 en 1792 werd aan verschillende zeeslagen deelgenomen. Bij de meeste hiervan maakte de Friese vloot deel uit van een gezamenlijke geconfedereerde vloot van de vijf verschillende admiraliteiten die Nederland kende (te weten: De Zeeuwse, de Friese, de West-Friese, de Amsterdamse en de Rotterdamse). In enkele gevallen ging het om een internationale coalitie. Bij sommige bekende zeeslagen liet de Friese admiraliteit verstek gaan; soms omdat men te laat was, en soms omdat men geen geld had een vloot uit te rusten, zoals in de meeste slagen van de Derde Engels-Nederlandse Oorlog toen Friesland en Groningen werden aangevallen door de bisschop van Münster, Bernhard von Galen.
- 1607, Slag bij Gibraltar
- 1639, Slag bij Duins
- 1652, Slag bij Dover
- 1652, Slag bij Plymouth
- 1652, Slag bij de Hoofden
- 1652, Slag bij de Singels
- 1653, Driedaagse Zeeslag
- 1653, Zeeslag bij Nieuwpoort
- 1653, Slag bij Ter Heijde
- 1658, Slag in de Sont
- 1663, Driedaagse Zeeslag
- 1665, Slag bij Lowestoft
- 1666, Vierdaagse Zeeslag
- 1666, Tweedaagse Zeeslag
- 1667, Tocht naar Chatham
- 1672, Slag bij Solebay

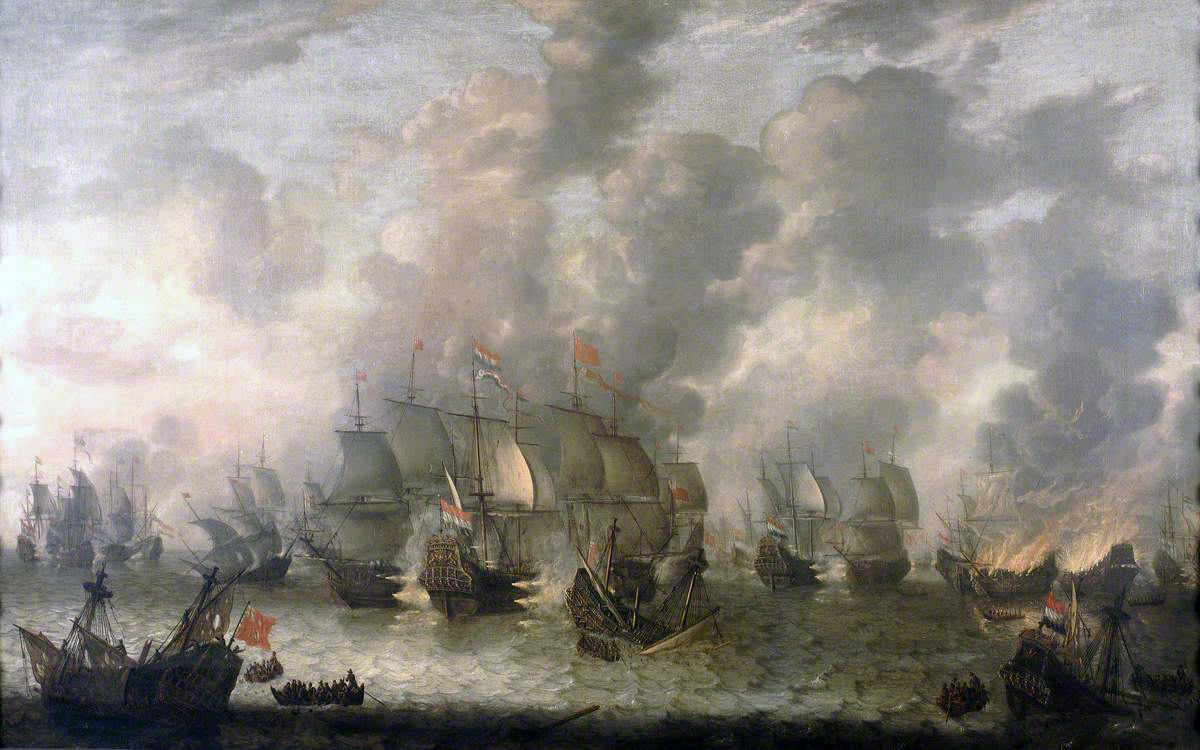
De Slag bij Ter Heijde, door Jan Abrahamsz. van Beerstraten

- 1673, Tweede slag bij het Schooneveld
- 1673, Slag bij Kijkduin
- 1690, Slag bij Beachy Head
- 1781, Slag bij de Doggersbank

Daarnaast vochten nog enkele schepen van de voormalige Friese Admiraliteit in de Zeeslag bij Kamperduin in 1797, dit onder de vlag van de Bataafse Republiek.

## Beroemde vlootvoogden van de Friese admiraliteit en hun benoeming
- Aukes, Douwe:
- Broeck, Joris Pieter van:
- Brunsveldt, Adriaan:
- Bruynsvelt, Hendrik: schout-bij-nacht
- Coenders, Rudolf: viceadmiraal (1665)
- Deketh, Jacobus:
- Groot, Tjaard de:
- Middaghten, Christoffel: schout-bij-nacht (1705)
- Star, Enno Doedes: viceadmiraal (1666)
- Stellingwerf, Andriesz Pieter: equipagemeester
- Stellingwerf, Auke: luitenant-admiraal (1665)
- Stellingwerf, Frederik:
- Tjebbes, Tjaerd:
- Vries, Tjerk Hiddes de: luitenant-admiraal (1666)
- Vries, Hidde Sjoerds de: schout-bij-nacht (1692)
- Wiglema, Schelte Tjerks:

## Slag bij Kijkduin
In 1673 vond er een grote zeeslag plaats bij Kijkduin, het laatste grote gevecht van de Derde Engels-Nederlandse Oorlog.
Hier een overzicht van deelnemende schepen en kapiteins van de Admiraliteit van Friesland.
Linieschepen:

Elf Steden 50 (Witzo Johannes Beima)

Prins Hendrik Casimir 70 (schout-bij-nacht Hendrik Bruynsvelt)

Groningen 70 (viceadmiraal Enno Doedes Star)

Oostergo 58 (Jan Janszoon Vijselaer)

Fregat:

Windhond 30 (Jan Pieterszoon Vinckelbos)

Adviesjachten:

Hoop 6 (Cornelis Reindertszoon Eenarm)

Liefde (Jochem Jansen)

Brander:

Welkomst (IJsbrand Albertszoon)

## Aanbevolen literatuur
- Engels, M.H.H. Admiraliteit in Friesland - Dokkum 1599 (Leeuwarden, 1999)
- Hoogeveen, H. Tsjerk Hiddes - Hwat in dekfeintsje wurde kin (Bolsward, 1967)
- Kamminga, L. Schepen van de Friese Admiraliteit (Leeuwarden, 1973)
- Roodhuyzen, T. De Admiraliteit van Friesland (Franeker, 2003)
- Smits, E. De Friesche Admiraliteit boven water - deel I (Dokkum, 1996)
- Smits, E. De Friesche Admiraliteit boven water - deel II (Dokkum, 1996)
- Terpstra, Piter. Tweeduizend jaar geschiedenis van Friesland (Leeuwarden, 1979)